# Luca Marenzio
Luca Marenzio o Marenzi (Coccaglio, 18 ottobre 1553 – Roma, 22 agosto 1599) è stato un compositore, cantore e liutista italiano.
Fu uno fra i più acclamati autori di madrigali del suo tempo.

## Biografia

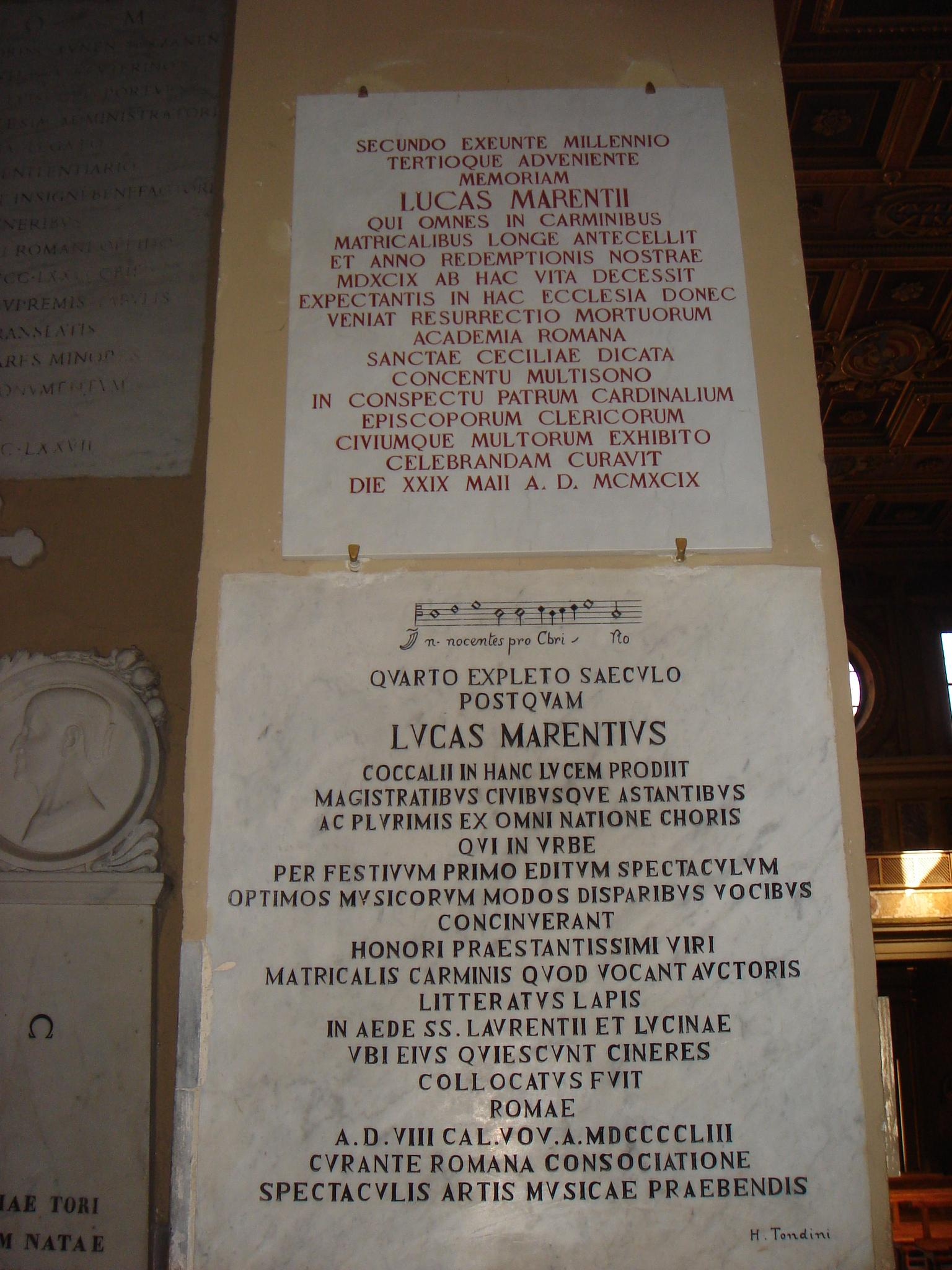
Memorie di Luca Marenzio a San Lorenzo in Lucina

Figlio di un notaio cancelliere bresciano, Luca Marenzio ricevette i primi insegnamenti musicali presumibilmente da Giovanni Contino, maestro della cattedrale di Brescia. Divenne a sua volta maestro di cappella, prima del cardinale Cristoforo Madruzzo a Roma, poi, dopo la morte di questi nel 1578, del cardinale Luigi d'Este, dove rimase sino al 1585. All'inizio del suo servizio presso la famiglia d'Este, Marenzio era noto principalmente come eccellente cantore e liutista, sebbene avesse già pubblicato un madrigale; fu a partire da quel periodo che acquisì fama anche come compositore, pubblicando molti libri di madrigali che ebbero numerose ristampe, diffuse in Italia e all'estero. Con una lettera del 3 novembre 1582, un canonico del Duomo di Milano, Ottaviano Abbiate de' Forieri, propone a Carlo Borromeo proprio Marenzio come maestro di cappella della cattedrale milanese: al posto del compositore bresciano, tuttavia, verrà scelto Giulio Cesare Gabussi.
A Firenze fu al servizio di Ferdinando I de' Medici per circa due anni; tornato a Roma nel 1589, fu maestro di cappella del cardinale Aldobrandini e in seguito ebbe lo stesso incarico presso la famiglia Orsini. Tra il 1596 e il 1598 fu assunto come maestro di cappella di Sigismondo III a Varsavia e a Cracovia, suggellando così il suo successo a livello europeo. Nel 1598 tornò in Italia e il 20 ottobre di quell'anno firmò la dedicatoria dell'Ottavo libro di madrigali a 5 voci, indirizzata a Ferrante I Gonzaga. Nel 1599 pubblicò l'ultima raccolta, il Nono libro di madrigali. Poco è noto dal suo rientro in patria sino alla sua morte; le fonti più antiche riportano che forse era in condizioni di salute non buone a causa del clima polacco.
Morì a Roma il 22 agosto del 1599 a soli 46 anni. Fu sepolto nella chiesa di San Lorenzo in Lucina.
A lui sono intitolati dal 1993 il conservatorio di musica statale di Brescia e la sua sezione distaccata di Darfo Boario Terme.

## Stile
Le sue composizioni sono tra le più mature testimonianze della polifonia vocale rinascimentale profana. La fama di Marenzio è essenzialmente legata al genere del madrigale, che occupa gran parte della sua produzione musicale, durata quasi vent'anni. Pubblicò infatti numerosi libri di madrigali, tra i quali dieci a cinque voci, incluso uno di madrigali spirituali.
Le sue composizioni mostrano una tendenza evolutiva, come scrisse lui stesso nella dedicatoria dei Madrigali a quattro, cinque e sei voci del 1588, indirizzata all'accademico veronese conte Mario Bevilacqua, annunciando uno stile diverso dal precedente.
A partire dal Sesto libro de madrigali a cinque voci del 1594, Marenzio sviluppò uno stile declamatorio, ispirato dalle istanze della Camerata fiorentina e del melodramma incipiente, utilizzando in gran parte i testi poetici di Petrarca, Sannazaro, Tasso e Guarini. Marenzio fu uno dei principali interpreti della moda, tipica della musica reservata cinquecentesca, di musicare i versi di Petrarca. Alcuni madrigali sono particolarmente esemplificativi di questo orientamento: Zefiro torna e'l bel tempo rimena (a 4 voci) e Solo e pensoso (a 5 voci), basati sugli omonimi sonetti del Canzoniere.
Marenzio compose anche musica sacra, sebbene questa non sia la parte più significativa della sua opera – né per numero, né per stile – probabilmente perché la sua attività fu legata a servizi di corte piuttosto che ecclesiastici.
La sua fama in vita rimarrà seconda solo a quella di Giovanni Pierluigi da Palestrina, sino alla comparsa della generazione dei giovani compositori, come Claudio Monteverdi, che abbracceranno definitivamente le nuove tendenze proprie della musica barocca, con l'uso prevalente della monodia e la presenza sistematica di accompagnamento strumentale e polifonico.

## Opere
Decine sono le composizioni di Marenzio, pubblicate sia dall'autore stesso in raccolte autonome (come ad esempio i libri di madrigali a cinque voci, i sei libri di madrigali a sei voci, i tre libri di villanelle o i libri di madrigali spirituali), sia inseriti in antologie e miscellanee.